# Nederlands kampioenschap 10 km 2012
Het Nederlands kampioenschap 10 km 2012 vond plaats op 30 september 2012. Het was de negende keer dat de Atletiekunie een wedstrijd organiseerde met als inzet de nationale titel op de 10 km. De wedstrijd vond plaats in de stad Utrecht tijdens de Singelloop Utrecht.
Nederlands kampioen 10 km bij de mannen werd Abdi Nageeye en bij de vrouwen won Miranda Boonstra de titel.
In totaal namen 427 atleten deel in verschillende leeftijdscategorieën.

## Uitslagen

### Mannen
| Rang   | Atleet              | Vereniging         | Tijd  |
| ------ | ------------------- | ------------------ | ----- |
| Goud   | Abdi Nageeye        | AV Cifla           | 29.26 |
| Zilver | Gert-Jan Wassink    | AV Argo            | 29.27 |
| Brons  | Tom Wiggers         | AV Haarlem         | 29.40 |
| 4      | Jorit Van Malsen    | Hellas Utrecht     | 29.52 |
| 5      | Roy Hoornweg        | AV Passaat         | 29.59 |
| 6      | Wesley van der Gouw | Prins Hendrik      | 30.26 |
| 7      | Edwin de Vries      | Almere '81         | 30.33 |
| 8      | Tim Pleijte         | AV Dynamica        | 30.35 |
| 9      | Olfert Molenhuis    | Groningen Atletiek | 30.55 |
| 10     | Jurjen Polderman    | AV Clytoneus       | 31.00 |

### Vrouwen
| Rang   | Atleet           | Vereniging           | Tijd  |
| ------ | ---------------- | -------------------- | ----- |
| Goud   | Miranda Boonstra | Nijmegen Atletiek    | 34.05 |
| Zilver | Merel de Knegt   | Tilburg Road Runners | 34.11 |
| Brons  | Jill Holterman   | AV Zaanland          | 34.20 |
| 4      | Marieke Falkmann | Groningen Atletiek   | 35.02 |
| 5      | Kim Dillen       | Eindhoven Atletiek   | 35.48 |
| 6      | Anjolie Engels   | AV Dynamica          | 36.02 |
| 7      | Helen Hofstede   | Atverni              | 36.13 |
| 8      | Claudia van Rijn | Leiden Atletiek      | 36.16 |
| 9      | Ingrid Versteegh | AV Sprint            | 36.17 |
| 10     | Anouk Claessens  | Hellas Utrecht       | 36.37 |

1999 ·
2005 ·
2006 ·
2007 ·
2008 ·
2009 ·
2010 ·
2011 ·
2012 ·
2013 ·
2014 ·
2015 ·
2016 ·
2017 ·
2018 ·
2019 ·
2021 ·
2022 ·
2023